# Nowe Państwo (Portugalia)
Nowe Państwo (port. Estado Novo) – nieoficjalna nazwa państwa portugalskiego w okresie zapoczątkowanym wprowadzeniem w życie nowej konstytucji w 1933 roku. W okresie tym Republika Portugalska (port. República Portuguesa) – bo tak zgodnie z zapisami konstytucji oficjalnie nazywało się państwo, była krajem autorytarnym, korporacjonistycznym i monopartyjnym. Przez większą część czasu trwania Nowego Państwa dyktatorską władzę sprawował António de Oliveira Salazar, formalnie pełniący funkcję premiera. Okres istnienia Nowego Państwa dobiegł końca w 1974 roku, kiedy to doszło do rewolucji goździków, która obaliła dotychczasowe władze. Wydarzenia te utorowały drogę do uchwalenia w 1976 roku obecnej konstytucji, wprowadzającej Trzecią Republikę Portugalską.
Zgodnie z treścią niektórych publikacji okres istnienia Nowego Państwa jest określany mianem Drugiej Republiki Portugalskiej; inne z kolei rozszerzają tę nazwę także na lata 1926-1933, w których w państwie portugalskim funkcjonowała tzw. Narodowa Dyktatura (port. Ditadura Nacional).

## Historia

### Przed 1933 rokiem
W 1926 roku w Pierwszej Republice Portugalskiej doszło do zamachu stanu, w wyniku którego władzę w państwie przejęła grupa wojskowych. Jednym z nich był generał António Óscar de Fragoso Carmona, który w 1928 roku objął urząd prezydenta. W tym samym roku z uwagi na zbliżający się kryzys finansowy powierzył on funkcję ministra finansów António de Oliveirze Salazarowi. Salazar przeprowadził reformy pozwalające ustabilizować portugalską gospodarkę i wyciągnąć ją z kłopotów finansowych, przez co zyskał popularność w społeczeństwie. Z uwagi na to Carmona w lipcu 1932 roku uczynił Salazara premierem.

### Władza Salazara

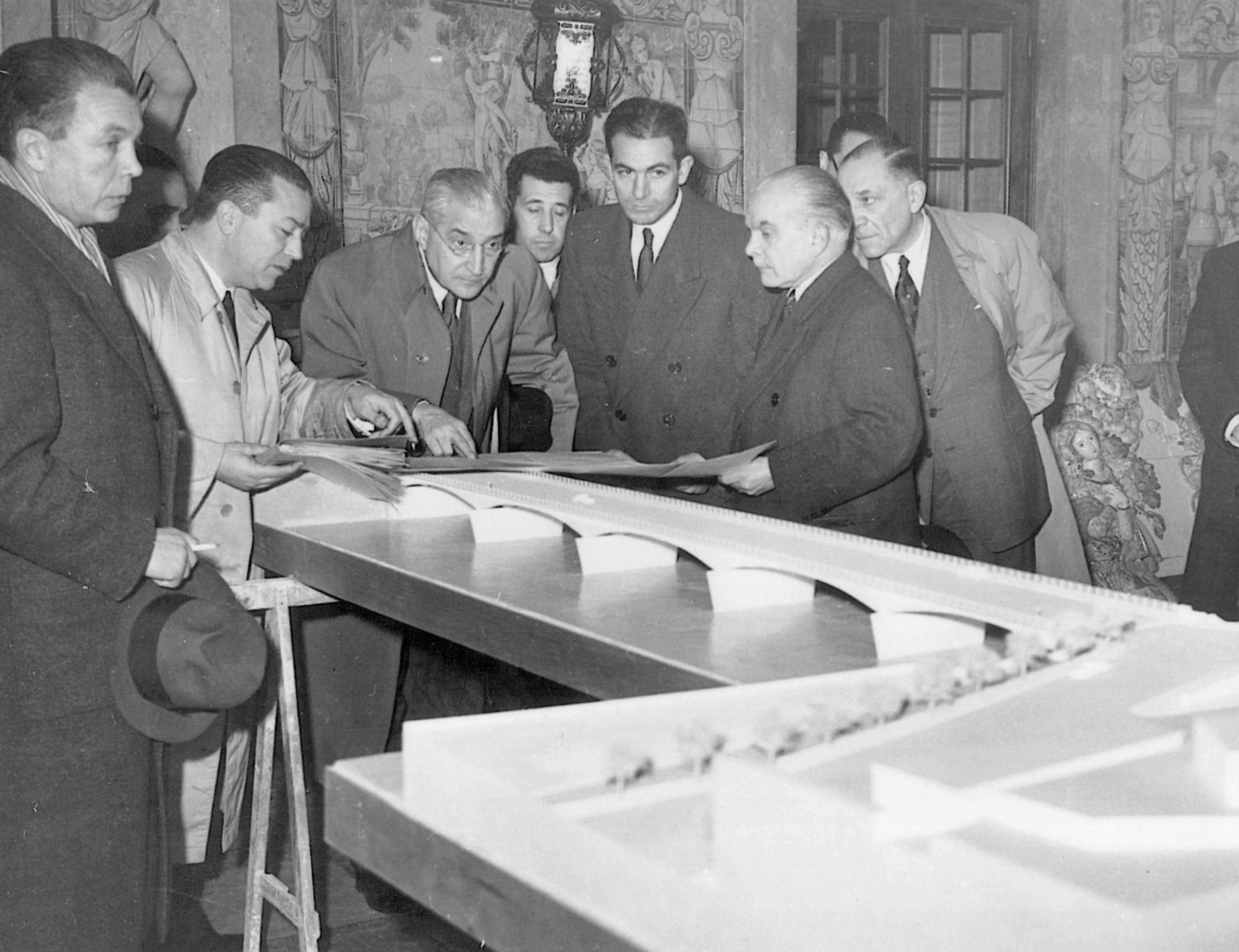
António de Oliveira Salazar patrzący na makietę mostu Santa Clara w Coimbrze. Zdjęcie prawdopodobnie pochodzi z przełomu lat 40. i 50. XX wieku

W 1933 roku rząd Antónia de Oliveiry Salazara przygotował projekt nowej konstytucji, który został zatwierdzony przez portugalskie społeczeństwo w zorganizowanym 19 marca tego roku referendum konstytucyjnym. Świeżo wprowadzona w życie ustawa zasadnicza zastąpiła wojskowe rządy cywilnym ustrojem autorytarnym opartym na katolickim konserwatyzmie i korporacjonizmie. Nowe władze utworzyły Zgromadzenie Narodowe do którego deputowani byli wybierani co cztery lata jako blok. W Zgromadzeniu wszystkie miejsca zawsze zajmowali zwolennicy rządu. Z kolei po założeniu syndykatów pracodawców i pracowników powołały do życia Izbę Korporacyjną, złożoną z przedstawicieli zawodów. Wprowadzono odgórną regulację stosunków pracy i zarządzania, zakazano strajków i lokautów oraz zaczęto prowadzić kontrolę planowania opieki społecznej. W 1935 roku rząd Salazara zakazał działalności wszystkich partii politycznych z wyjątkiem jednej - Unii Narodowej. Ponadto kładł nacisk na ograniczanie wolności i represjonowanie opozycji za pomocą założonej jeszcze w 1932 roku policji politycznej PVDE/PIDE/DGS. Próbował także „zneutralizować” społeczeństwo poprzez stosowanie cenzury, propagandy i osadzania w więzieniach przeciwników politycznych. Jednocześnie częściowo przywrócił przywileje Kościoła katolickiego sprzed 1910 roku w prawie, społeczeństwie i edukacji.
Podczas hiszpańskiej wojny domowej Salazar udzielił poparcia nacjonalistom dowodzonym przez generała Francisca Franco, który do wiosny 1939 roku przejął kontrolę nad całą Hiszpanią. W czasie II wojny światowej Portugalia oficjalnie zachowywała neutralność, chociaż w 1943 roku udostępniła zachodnim aliantom bazy na Azorach. W 1949 roku Portugalia została jednym z członków założycieli NATO, w 1955 roku została przyjęta do ONZ, z kolei w 1960 roku dołączyła do EFTA.
W 1958 roku generał Humberto Delgado wywołał polityczną burzę w kraju po tym, jak zdecydował się być konkurentem kandydata rządu, admirała América Tomása w wyborach prezydenckich. W kampanii wyborczej Delgado obiecywał „złamanie żelaznego uścisku Salazara”. Zyskał tym samym popularność w społeczeństwie. Podczas przeprowadzonej 8 czerwca 1958 roku elekcji Delgado przegrał z Tomásem w wątpliwych okolicznościach - rząd nie dopuścił przedstawicieli opozycji do udziału w liczeniu głosów. Wkrótce potem został zwolniony z wojska i stał się celem represji ze strony PIDE. Nie przestał jednak myśleć o zmianie władzy w Portugalii - pod koniec 1961 roku przeprowadził nieudany zamach stanu. W lutym 1965 roku przyjechał do hiszpańskiego miasta Badajoz, gdzie miał się spotkać z, jak mu się wydawało, „rewolucyjnymi oficerami portugalskimi”. Na miejscu wpadł w zasadzkę przygotowaną przez funkcjonariuszy PIDE i został zastrzelony przez jednego z nich. 
Portugalska polityka zagraniczna i kolonialna począwszy od lat 50. XX wieku napotykała na coraz większe trudności zarówno w kraju, jak i za granicą. Napięcia zimnej wojny nadały w dużej mierze słabo rozwiniętym portugalskim posiadłościom zamorskim nowe znaczenie. Decyzja indyjskiego rządu o aneksji Indii Portugalskich doprowadziła do zerwania stosunków dyplomatycznych w sierpniu 1955 roku. Przejęcie przez Indie enklaw Dadra i Nagarhaweli Portugalia zaskarżyła do Międzynarodowego Trybunału Sprawiedliwości i pomimo korzystnego dla niej orzeczenia Trybunału z kwietnia 1960 roku nie zdołała odzyskać przedmiotowych terytoriów. 19 grudnia 1961 roku Indie zaanektowały ponadto Goę, Diu i Daman.
Salazar wyjaśnił, że nie popiera dekolonizacji, a kiedy na początku 1961 roku w Angoli zaczęły się niepokoje wzmocnił wojska stacjonujące na terytoriach afrykańskich i przejął Ministerstwo Obrony Narodowej. Niemniej jednak w latach 1961-1964 wybuchły długotrwałe i rujnujące budżet wojny niepodległościowe w Angoli, w Mozambiku oraz w Gwinei Portugalskiej.
Pomimo zaniechania odmłodzenia rolnictwa i niechęci do uprzemysłowienia prawdopodobnie największym sukcesem Nowego Państwa był rozwój gospodarki. Plany rozwoju, ściśle kontrolowane przez wymagającego Salazara były konserwatywne, ale spójne. Rząd znacznie zredukował zadłużenie, zmniejszył ekonomiczną zależność od inwestycji brytyjskich oraz ściśle nadzorował inwestycje zagraniczne, do których prowadzenia nie zachęcał aż do połowy lat 60. XX wieku, gdy koszty związane z wojnami w Angoli, Mozambiku i Gwinei Portugalskiej skłoniły do rewizji kodeksu inwestycyjnego. Władza wspierała także przemysł (w ograniczonym stopniu) i kładła nacisk na rozwój infrastruktury w zakresie zdrowia, edukacji i opieki społecznej. Od około 1960 roku do zwiększenia inflacji i kryzysu energetycznego w 1973 roku Portugalia doświadczała wzrostu gospodarczego w tempie od 5 do 7% rocznie, co stanowiło boom dla najbiedniejszego ówcześnie kraju Europy Zachodniej.

### Po ustąpieniu Salazara
We wrześniu 1968 roku António de Oliveira Salazar doznał udaru mózgu, w związku z czym dalsze pełnienie przez niego urzędu premiera przestało być możliwe. Prezydent Américo Tomás powierzył misję utworzenia rządu Marcelo Caetano, jednemu z architektów Nowego Państwa. Salazar nigdy nie został poinformowany o tym fakcie. 27 lipca 1970 roku zmarł. Caetano okazał się niezdolny do odwrócenia losów wojen niepodległościowych w Afryce i złagodzenia trudności gospodarczych z lat 1973-1974. Nie był też w stanie zapobiec rewolucji. Ta, nazywana rewolucją goździków (port. Revolução dos Cravos) została przeprowadzona 25 kwietnia 1974 roku przez kilkuset oficerów zrzeszonych w Ruchu Sił Zbrojnych (port. Movimento das Forças Armadas; MFA). Spowodowała ona upadek władz Nowego Państwa, które zastąpiła podgrupa MFA nazywająca siebie Komitetem Ocalenia Narodowego (port. Junta de Salvação Nacional). Komitet powołał rząd tymczasowy, który podjął działania zmierzające do demokratyzacji kraju. W kwietniu 1976 roku utworzone przez rząd Zgromadzenie Konstytucyjne zatwierdziło obecną konstytucję, wprowadzającą Trzecią Republikę Portugalską.